# Kościół św. Mikołaja w Raciborzu
Kościół świętego Mikołaja – rzymskokatolicki kościół parafialny należący do dekanatu Racibórz diecezji opolskiej. Znajduje się w raciborskiej dzielnicy Stara Wieś.
Świątynia została zbudowana w stylu neogotyckim i zaprojektowana przez śląskiego architekta Ludwiga Schneidera. Po dwóch latach budowy, czyli w dniu 2 czerwca 1902 roku, biskup wrocławski kardynał Georg Kopp konsekrował nową trzynawową świątynię. Świątynia posiada doskonałą akustykę i może się w niej zmieścić ponad 2500 wiernych.
Wnętrze świątyni w dniu konsekracji było całkowicie wyposażone. Ołtarz główny, ołtarze mniejsze – Bożego Grobu i św. Franciszka – razem z amboną zostały wykonane przez firmę "Mayer" z Monachium. Dwa boczne ołtarze – Serca Jezusowego i Matki Boskiej Różańcowej – zostały wykonane w firmie "Ulrich" z Tyrolu. Na potrzeby nowej świątyni już w 1901 roku zostało odlanych sześć dzwonów w ludwisarni "Schilling" w Apoldzie w Turyngii. Potężne dębowe organy o 36 głosach w stylu neogotyckim zostały wykonane przez renomowaną firmę "Rieger" z Karniowa. Wnętrze świątyni malowała w piękne motywy roślinne i figuralne firma "Richter" z Katowic. Do nowej świątyni został przeniesiony również wielki krzyż z Chrystusem i został umieszczony w nawie bocznej, po prawej stronie. Podczas II wojny światowej świątynia została uszkodzona przez bombę. Wybuch był tak silny, że z okien wyleciały witraże. Zostały również zniszczone filary świątyni, co spowodowało zerwanie się chóru razem z organami. Po wojnie zostały one skompletowane z resztek oraz z elementów, które podarowane zostały przez opolskich franciszkanów. Organy zostały kompletnie wyremontowane w 1971 roku. Kolejne remonty były wykonywane podczas urzędowania proboszcza Franciszka Wańka. Niestety przy okazji zostało usunięte wyposażenie i wystrój świątyni – zostały zlikwidowane piękne, rzeźbione balaski, został zamurowany witraż za ołtarzem głównym, rozebrana została neogotycka mensa ołtarzowa, zostały zamurowano wnęki w prezbiterium, w których były umieszczone postacie dwunastu apostołów. W 1973 roku w całej świątyni zostały zamalowane wszystkie polichromie, zdobienia roślinne i figuralne.
Kościół jest wpisany do rejestru zabytków województwa śląskiego (pod numerem A/1495/24 z 20.12.2024 r.)